# 莫负春
莫负春（1962年1月—），男，汉族，浙江绍兴人，中共党员，中华人民共和国政治人物。

## 人物经历
2018年，莫负春担任上海市人大常委会副主任，并兼任上海市总工会主席、党组书记。
2018年10月25日，中华全国总工会第十七届执行委员会召开第一次全体会议，选举全总十七届执委会主席、副主席和主席团委员，他当选为全总主席团委员。2023年1月，换届不再担任上海市人大常委会副主任。2023年4月，转任上海市人民政府参事室主任。